# アベサンショウウオ
アベサンショウウオ (Hynobius abei) は、両生綱有尾目サンショウウオ科サンショウウオ属に分類される有尾類。

## 分布
日本（石川県南西部の小松市・能美市、京都府の京丹後市・与謝野町、兵庫県の豊岡市、福井県のあわら市および越前市・越前町・美浜町・若狭町）固有種
模式標本の産地（基準産地・タイプ産地・模式産地）は、長善村（現京都府京丹後市）。多くの分布域は1990年代以降に発見され、2004年に石川県、2006年に福井県嶺南若狭地方からも新しい分布域が発見されている。

## 形態
全長オス10.7センチメートル、メス9.6センチメートル。体側面に入る皺（肋条）は左右に12本ずつ。尾が著しく側偏する。背面は暗褐色で、腹面は淡褐色。
上顎中央部に並ぶ歯の列（鋤骨歯列）はアルファベットの「U」字状。四肢はやや短く、胴体に沿って前肢（および指）を後方へ後肢（および趾）を前方に伸ばしても1 - 2肋条分の隙間があり接することは無い。趾は5本。
卵嚢の表面に入る、縦皺が明瞭。若齢個体には青白色の斑点が、密に入る。オスは尾が鰭状になる。

## 生態
低地にある林内や林縁に湧水がある二次林に生息するが、京都府の一部や兵庫県では山地の混交林にも生息する。
クモ、ミミズなどを食べる。幼生は節足動物、環形動物などを食べ、共食いも行う。
繁殖様式は卵生。11月中旬から下旬に落ち葉や枯れ木などが堆積した湧水からなる水たまりや溝などに、26 - 109個の卵を1対の卵嚢に包んで産む。卵は2月に孵化する。多くの幼生は7 - 8月に変態し幼体になるが、幼生のまま越冬する個体もいる。生後2 - 3年で性成熟すると考えられ、オスは生後4年・メスは生後6年以上の個体が繁殖に参加することが多い。

## 人間との関係
以前は食用とされたり、薬用になると信じられていることもあった。
農地開発や道路建設やスキー場・ゴルフ場開発などによる生息地の破壊、ゴミの不法投棄などにより生息数は激減している。ペット用の密猟も懸念され、人為的に移入されたアメリカザリガニによって幼生・アライグマによって成体が捕食されている。2004 - 2008年における石川県での成体の生息数は、200頭以下と推定されている。1995年に種の保存法によって、国内希少野生動植物種に指定されている。2006年に京丹後市内にある丘陵が「善王寺長岡アベサンショウウオ生息地保護区」として生息保護区に指定されている。兵庫県豊岡市内にある大岡山の南東部が「大岡アベサンショウウオ生息地保護区」が指定されていたが、2018年に一度解除されたあとに範囲を拡大して再度保護区に指定された。種および模式産地が、京都府の天然記念物に指定されている。
絶滅危惧IA類 (CR)（環境省レッドリスト）